# 山下カズ子
山下 カズ子（やました カズこ、1946年12月8日 - ）は、日本女子プロ将棋協会（LPSA）に所属する将棋の女流棋士。石川県鹿島郡鹿西町（後の中能登町）出身。松下力門下。女流棋士一期生6人のうちの一人。LPSA番号3。以前は日本将棋連盟に所属し、当時の女流棋士番号は旧4。結婚により、現在の本名は中川 カズ子（山下は旧姓）。2012年引退。

## 棋歴

### アマ・レッスンプロ時代
- 1965年に高校卒業後、就職のために上京し職を転々とする。当初は社内の男性と将棋を指す程度であったが、ある時、日本橋で行われていた将棋まつりの広告で女流アマ名人戦の参加募集の広告を見て同じ年齢で女流プロして活動していた蛸島彰子の存在を知る[2]。
- その後将棋会館の初心者講習会へ通い、有段者となる。その後土曜教室を開催していた後に師匠になる松下力九段から「会社の給料と同じぐらい出すからプロにならないか？」と誘われて、考えた末に1972年に女性としては二人目のレッスンプロとして登録された。肩書は『女流プロ1級』として活動していた[2]。
- レッスンプロとしての主な仕事として、土曜教室の手伝い、師匠の代稽古、連盟の棋譜チェック、『将棋年鑑』の校正などで、その間にNHK杯の記録係にも登用され、長年にわたり蛸島が棋譜読み上げ、山下が記録係を務めた。これは1990年に退くまで18年も続いた[2]。

### 女流棋戦創設後
- 1974年に女流棋戦が創設されると第一期の女流棋士6人のうちの1人となり、女流初段となった。
- 1974年10月31日に、関根紀代子を相手に女流将棋の最初の公式戦を行った。
- 1977年、第4期女流名人位戦で蛸島彰子から名人位を奪取し、2人目の女流名人となって第7期まで4連覇した。林葉直子が登場するまで蛸島と2強時代を築いた。
- 1981年2月19日には棋士の公式戦に女性としては初めて参加し、第12期新人王戦で高橋道雄と戦ったが敗北している。
- 2007年には日本女子プロ将棋協会（LPSA）の旗揚げに参加している。
- 詰将棋創作活動も行っており、LPSAが制作する『日めくり詰め将棋カレンダー2009』では選考委員長を務めた。
- 2012年3月31日、「女流棋士規程」により現役女流棋士を引退。同年4月1日より、ツアー女子プロとしてLPSAの棋戦に出場する。なお、普及活動においては引き続き「女流五段」を名乗る[3]。またアマチュアとして連盟主催の公式戦に出場することもあるが、その際は本名の「中川カズ子」を名乗る[4]。
- 2015年4月、LPSA公認制度見直しにより、LPSAプロとなる[5]。
- 2024年9月、引退女流棋士昇段規定の改定により、女流六段に昇段[6]。LPSA所属では団体発足時の中井広恵（退会）、LPSA理事会審議で昇段した蛸島彰子に次いで3人目。日本将棋連盟所属女流棋士も含めると、女流棋士制度発足より6人目の女流六段となる。

## 昇段履歴
- 1972年04月00日 - 女流1級（レッスンプロ）
- 1974年10月31日 - 女流初段（プロ入り）
- 1977年11月15日 - 女流三段（タイトル1期＝女流名人）
- 1980年02月08日 - 女流四段（タイトル3期）
- 1988年11月17日 - 女流五段（特別昇段、第14回将棋の日）[7]
- 2012年03月31日 - 引退、ツアー女子プロに転向[3]
- 2015年04月00日 - LPSAプロに転向[5]
- 2024年09月01日 - 女流六段（引退女流棋士昇段規定）[6]

## タイトル
- 女流名人 獲得：第4期、5期、6期、7期
- 将棋大賞 第8回（1980年度）最優秀女流棋士賞

## 外部サイト
- 日本女子プロ将棋協会